# Месопотамия (фема)

Фемы Малой Азии в 950 году

Месопотамия (греч. Μεσοποταμία) — название византийской фемы (административно-правовое образование), расположенной на территории Восточной Турции. Фему не следует путать с регионом Месопотамия или с римской ранневизантийской провинцией Месопотамией. Византийская фема была расположена между реками Арацани (современная река Мурат) и Цимисгезек.

## История
Фема была создана, вероятно, между 899 и 911 годом, когда император Лев VI Мудрый назначил бывшего стратига Харсиана по имени Орест наместником этой области. Большая часть провинции была создана из армянского княжества Такис, которой правил вождь Мануил. Мануил и его четыре сына были вынуждены уступить свои владения Византийской империи в обмен на титулы и поместья в других фемах. Населенные армянами районы Келтзен (отделен от фемы Халдия) и Камаха (часть фемы Колонея) были затем присоединены к Такису для образования новой фемы
Хотя император Константин VII Багрянородный упоминал, что до образования фемы Месопотамия, на её территории располагалась «неназванная клисура», есть доказательства, свидетельствующие о более раннем византийском присутствии. Печать спафария и стратига Месопотамии была отнесена приблизительно к 810 году, что, возможно, свидетельствует о недолгом существовании фемы ранее, а печать турмарха с армянским именем Мусилик предварительно датируется примерно 870 годом.
Таким образом, возможно, Месопотамия, была сформирована в конце IX века из армянского княжества как подразделение (турма) какой-то фемы, которое управлялось князем с византийским титулом до создания полноценной фемы. Это может также объяснить своеобразный обычай стратига: до 911 года его жалование поступало не из императорской казны, а из таможенных доходов вверенной ему области.
Наместники Месопотамии продолжали назначаться в течение всего X века, сосуществуя с новой должностью «дукса Месопотамии», созданной около 975 года. В отличие от стратига, дукс был региональным военачальником, управлявшим центральной частью восточной границы Византии. В XI веке, большинство дуксов Месопотамии были родом из Армении, в том числе Григор Магистрос и его сын. В период после битвы при Манцикерте в 1071 году император Михаил VII Дука пытался восстановить византийскую власть в этом регионе, но она была окончательно захвачена турками-сельджуками.